# ريتشي ريد
ريتشي ريد (بالإنجليزية: Richie Reid)‏ هو لاعب قذف أيرلندي، ولد في 4 أبريل 1993 في Ballyhale ‏ في جمهورية أيرلندا.